# Block Breaker 3 Unlimited
Block Breaker 3 Unlimited es un videojuego del tipo arcade desarrollado y comercializado por Gameloft para teléfonos móviles.

## Desarrollo del juego
El juego es del tipo Arkanoid en el que en la parte superior de la pantalla existe una serie de bloques que, al ser golpeados por una bola una o más veces, pueden desaparecer o desplazarse. El jugador controla el movimiento horizontal de una pequeña plataforma ubicada en la parte inferior de la pantalla y debe cumplir con determinados objetivos, generalmente relacionados con la eliminación de bloques, mientras impide que la bola salga del área de juego. Además de los niveles típicos del modo mapa, se incluyen nuevos modos de juego como "sin fin", "descenso", "contrarreloj", "locura", "modo versus", "frenesí", "jefes" y "supervivencia". Además este juego suele tener en cada nivel un escenario mucho más amplio, pudiendo la bola trasladarse por distintos sitios, jugando en un mismo nivel con diferentes palas.

## Niveles
El juego tiene varios conjuntos de niveles, agrupando a su vez cada uno ocho niveles más uno especial o "jefe" y dos niveles extra o secretos, que se desbloquean al completar los niveles de cada etapa. Durante el juego se pueden almacenar en una zona una mejora tras otra, al acabar la actual se activa la siguiente y se puede ampliar en la Tienda. Al menú donde se selecciona el conjunto de niveles se denomina "Mapa". La historia del juego indica que son lugares a los que hay que ir para enfrentar los diferentes retos.
Los conjuntos de niveles son los siguientes:
- Rosa de Neón
- Playa
- Laboratorio
- Pasarela
- Hotel
- Casino
- Mansión

## Objetos extras y mejoras
Existen dos tipos de mejoras, las que se recogen durante el transcurso del juego y las permanentes, que se compran en la Tienda del juego, con excepción de los objetos rojos, que son perjudiciales.
Durante el desarrollo del juego, el jugador gana dinero con el que puede comprar una serie de mejoras en la Tienda. Cada mejora posee adicionalmente requisitos de cantidad de "estrellas" necesarias para poder comprarlo. Las estrellas se ganan completando niveles.
Durante el juego existen ladrillos que contienen objetos extras, existen de tres tipos, los rojos que son malos, los azules que son mejoras que se controlan desde la pala y los verdes son mejoras extra. Los objetos extras son las siguientes:
- Objetos rojos (malos)
  - Bola caliente: la bola se vuelve líquida, perdiendo potencia.
  - Bola loca: la bola se dirige donde quiera.
  - Bola pequeña: la bola se achica, perdiendo potencia.
  - Bola rápida: la bola aumenta de velocidad.
  - Espejo: invierte los controles.
  - Pala lenta: la pala se mueve lentamente.
  - Pala Pequeña: la pala se achica.
  - Parpadeo: la pala aparece y desaparece en intervalos.
  - Pérdida de precisión: al rebotar la bola en la pala, se dirige a cualquier parte.
  - Potencia perdida: si se tiene una mejora de pala funcionando, ésta se pierde.
- Objetos azules (se controlan desde la pala)
  - Atraebolas: la pala atrae la bola donde esté.
  - Bola explosiva: crea una cantidad controlada de explosiones alrededor de la bola.
  - Fundidor: dispara ondas que funden ladrillos, fusionándolos.
  - Imán: retiene la bola y dispara cuando quieras.
  - Imán de ladrillos: atrae ladrillos y luego se disparan como balas.
  - Ola de fuerza: lanza ondas que chocan sólo con la bola.
  - Propulsor: al chocar la bola en la pala, la dispara con una potencia destructiva.
- Objetos verdes (mejoras extra)
  - Bola de cañón: la bola se vuelve de acero, aumentando su potencia.
  - Bola de fuego: la bola tiene su potencia máxima de destrucción, rompiendo ladrillos de un solo golpe.
  - Bola grande: la bola se agranda, mejorando la potencia.
  - Bola helada: la bola congela el ladrillo y luego éste se quiebra.
  - Campo de fuerza: crea un campo movible donde la bola se puede mover dentro.
  - Dinero: gana dinero extra.
  - Escudo: protege el área de la pala.
  - Láser: dispara láser desde la pala.
  - Multibola: se multiplica la bola, por una bola salen dos más.
  - Pala grande: agranda la pala.
  - Ralentizador: ralentiza la bola.
  - Tiempo extra: da más segundos en el juego.
  - +1 Vida: recupera una vida perdida en el nivel actual.

Además al juntar suficiente dinero y estrellas se pueden comprar mejoras permanentes en la tienda. Se puede mejorar hasta tres veces cada mejora. Estas mejoras son las siguientes:
- Mejoras controladas por ladrillo
  - Imán: aumenta el tiempo que la bola permanece en la pala.
  - Imán de ladrillos: aumenta la cantidad de ladillos que puede atraer la pala.
  - Bola explosiva: aumenta el número de cargas explosivas.
  - Propulsor: aumenta la cantidad de rebotes hasta que el propulsor desaparezca.
  - Fundidor: mejora las habilidades para fundir.
  - Ola de fuerza: la ola se expande más rápido.
- Extras
  - Láser: aumenta la cantidad de rayos y el ritmo disparado.
  - Escudo: aumenta la resistencia de los golpes.
  - Bola de fuego: dura más tiempo y el radio de destrucción es más amplio.
  - Bola helada: dura más tiempo y se vuelve imparable.
  - Bola de cañón: dura más tiempo y puede crear explosiones.
- Otros
  - Capacidad de mejoras: aumenta el número de mejoras que puede almacenar.
  - Duración de mejoras: todas las mejoras duran más tiempo.
  - Atracción extrema: aparte de atraer bolas, atraerá objetos.

## Modos de juego extras
En cada nivel de mapa se pueden recoger objetos que desbloquean los modos de juegos extra que también se pueden comprar, excepto uno que se logra con otros requisitos.
- Sin fin: se enfrenta a una cantidad infinita de ladrillos. Se logra en Rosa de Neón con: bebida, pase vip, pendientes y bebida francesa.
- Descenso: los ladrillos descienden sin fin, hay que golpearlos antes que lleguen abajo. Se logra en Playa con: bebida española, mini cadena, tabla de surf y moto de agua.
- Contrarreloj: se juega en modo historia en contrarreloj. Se logra en Laboratorio con: aparato de música, teléfono inteligente, ordenador portátil y cámara reflex.
- Locura: se tiene un tipo de bola diferente cada vez que golpea la pala. Se logra en Pasarela con: pintalabios, perfume, zapato de tacón y bolso.
- Modo versus: se juega parecido al tenis con una pala oponente. Se logra en Hotel con: sushi, banana split, caja de bombones y anillo de diamantes.
- Frenesí: la bola irá más rápido cada vez que golpee un ladrillo. Se logra en Casino con: copas doradas, ficha de oro, collar de perlas y maletín de dinero.
- Jefes: se enfrenta a todos los jefes del juego. Se logra en Mansión con: cuadro moderno, premio de oro, home cinema, moto de carreras.
- Supervivencia: se juega en modo supervivencia. Se logra si se tiene puntuación perfecta en todos los niveles del juego.

## Juegos relacionados
- Block Breaker Deluxe
- Block Breaker Deluxe 2
- Arkanoid